# یوهان پارلر

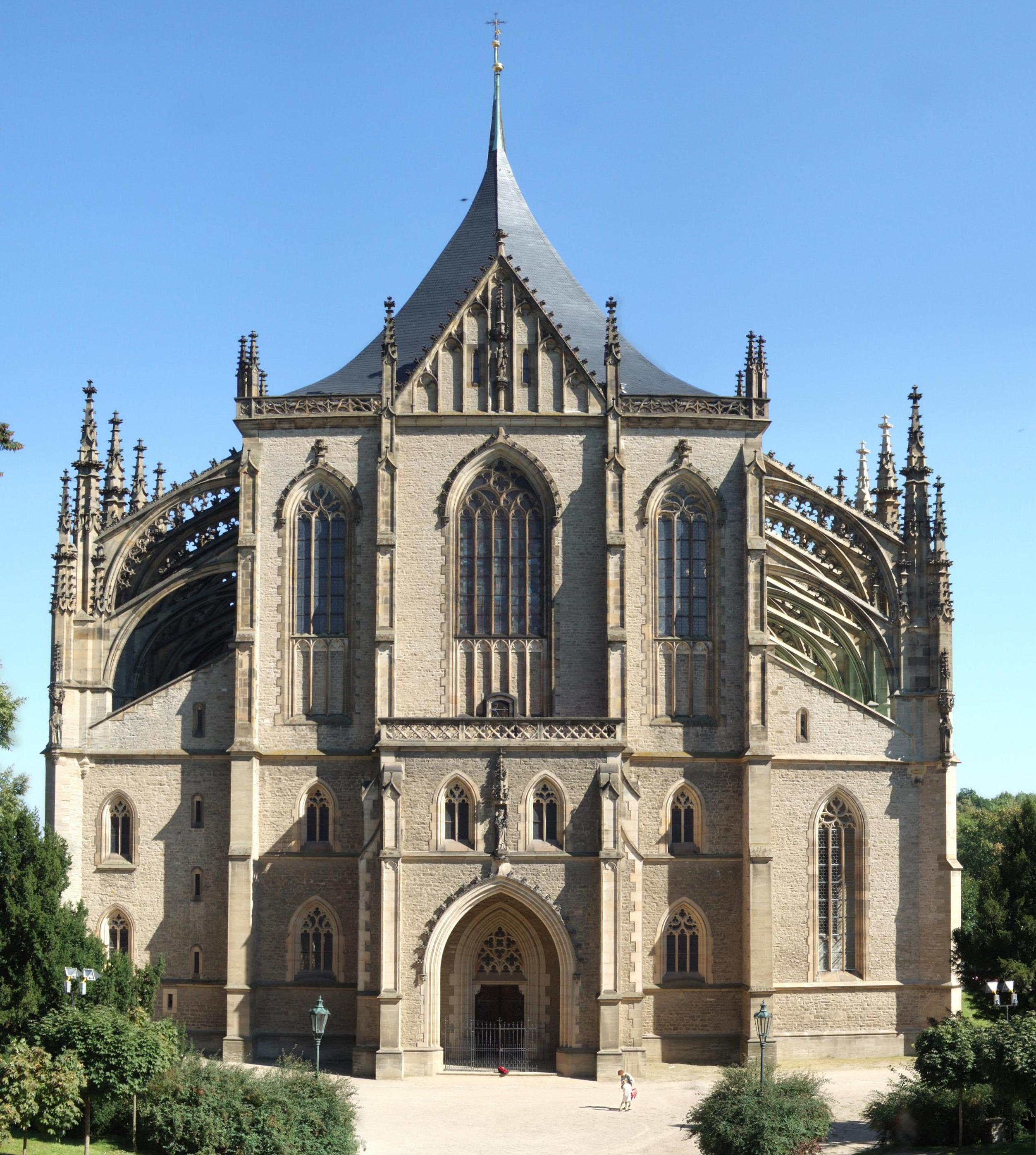
منزل یوهان پارلر

 یوهان پارلر (چکی: Jan Parléř؛ ۱۳۵۹ – ۱ ژانویه ۱۴۰۵) یک معمار، و مجسمه‌ساز اهل آلمان بود.